# CB TV
 (août 2024).
CB TV (anciennement CB News TV) est une entreprise de production audiovisuelle française créée en 1989 par Christian Blachas (l'entreprise porte d'ailleurs ses initiales) qui produisait Culture Pub depuis 1989 jusqu'à sa mort en 2012.
La société a été immatriculée (350-352-886) le 14 avril 1989, placée en redressement judiciaire le 17 février 2015, cédée le 24 avril 2015, placée en liquidation judiciaire le 30 juin 2015 et radiée le 28 juin 2017.